# Iva Kubelková
Iva Kubelková (* 8. května 1977 Písek) je česká modelka, moderátorka a herečka žijící převážně v Praze.

## Životopis
Většinu dětství prožila v Písku. Ve čtrnácti letech se s matkou odstěhovala do Prahy, kde dokončila soukromou střední ekonomickou školu. Poté pokračovala na vyšší odborné škole ekonomické v německém jazyce. V roce 2010 úspěšně ukončila bakalářské studium oboru Sociální a masová komunikace a získala titul Bc., poté navázala na magisterském studiu tohoto oboru a získala i titul Mgr.[zdroj?]
Ve druhém ročníku střední školy se přihlásila do soutěže Miss ČR a stala se první vicemiss roku 1996. Během dalších měsíců dokončila studium a začala se věnovat povinnostem vyplývajícím z umístění v soutěži. Po dvou letech, kdy modelovala na přehlídkách a pózovala fotografům, dostala nabídku hrát divadlo ve společnosti Františka Ringo Čecha. Koncem roku 2002 ztvárnila hlavní roli ve hře Jaroslava Dobiáše Noc s modelkou.[zdroj?]
Byla přítelkyní hokejisty Jaromíra Jágra a závodníka Martina Koloce. Věnuje se také malířství.[zdroj?]
Od počátku roku 2005 se objevuje v televizi a v bulvárním tisku. Několik týdnů se podílela na moderování reality show VyVolení na TV Prima, moderuje pořad Sama doma a pořad TopStar magazín. V seriálu Velmi křehké vztahy ztvárnila postavu Daniely Hartlové-Skálové. V letech 2011–2015 hrála MUDr. Alici Dvořákovou v seriálu Cesty domů. V roce 2022 účinkovala v již 9. řadě Tvoje tvář má známý hlas.[zdroj?]
V Praze vlastní kadeřnický salon. Dne 18. června 2013 moderovala společně s Jiřím Hölzelem anketu Zlatá hokejka.[zdroj?]
Jejím partnerem je umělec Georg Jirasek. Mají dvě dcery, Natálii (* 1. listopadu 2004) a Karolínu (* 16. února 2009).
V roce 2020 vydala s kytaristou Michalem Pavlíčkem hudební album Jak moc mě znáš.[zdroj?]

## Divadelní role
- Noc s modelkou (2002, agenturní představení)
- Pravda o zkáze Titaniku (2002, Čechovo prozatímně osvobozené divadlo)
- Loupežníci na Chlumu aneb Statečná Bibiána (2001, Čechovo prozatímně osvobozené divadlo)
- Perníková chaloupka (2000, Čechovo prozatímně osvobozené divadlo)
- Dívčí válka (1999, Čechovo prozatímně osvobozené divadlo)

## Další údaje
Měří 178 cm, její míry jsou 93–60–90; má hnědé vlasy a hnědé oči.[zdroj?]

## Filmografie

### Herecká filmografie
- 2007–2009 – Velmi křehké vztahy (Daniela Hartlová-Skálová)
- 2010 – Zrcadlo
- 2011-2015 – Cesty domů (MUDr. Alice Dvořáková)
- 2011 – Ostrov svaté Heleny (barmanka Maruška)
- V.I.P. vraždy (seriál)
- Sezn@mka (film) (lékařka)

### TV pořady
- Od 1998 – Sama doma
- DO-RE-MI
- Zlatá mříž
- 2000 – Miss tisíciletí
- 2005 – Banánové rybičky
- 2005 – Vyvolení
- 2005 – Vyvolení: Noční show
- 2005 – Vodopád Tomáše Hanáka
- 2006 – Uvolněte se, prosím
- 2007 – Bailando – Tančím pro tebe
- Pavlač Ester Kočičkové
- 2008 – Top star magazín
- 2009 – Paraiso del Golf
- 2010 – Top star magazín
- 2010 – 7 divů Česka
- 2010 – VIP zprávy
- 2011 – Top star magazín
- 2011 – Všechnopárty
- 2011 – VIP zprávy
- 2011 – Prominenti
- 2011 – Zlatá hokejka 2011
- 2011 – Trampoty
- 2011 – Splněná přání – Srdce pro děti
- 2011 – Máme dítě
- 2012 – Srdce pro děti
- 2012 – Nevař z vody
- 2013 – Zlatá hokejka 2013
- 2013 – Nejlepší večerníček
- 2022 – Tvoje tvář má známý hlas IX
- 2023 – Star Dance ...když hvězdy tančí

### Scenáristická filmografie
- 2013 – Zlatá hokejka 2013